# The Spotlight (Zeitung)
The Spotlight war eine US-amerikanische Wochenzeitung, die von 1975 bis 2001 in Washington, D.C. erschien. Sie wurde dann als American Free Press weitergeführt und entwickelte sich unter diesem Namen zu einem Online-Medium des US-amerikanischen Neonazismus. 

## Geschichte
Veröffentlichungen der Wochenzeitung wurden als Förderung einer rechten oder konservativen Politik beschrieben. Publiziert wurde das Blatt von der antisemitischen Organisation Liberty Lobby und galt als das zentrale Publikationsorgan der extremen Rechten in den Vereinigten Staaten zur Verbreitung von Hass-Propaganda.
Die höchste Auflage erreichte die Wochenzeitung 1981 mit 315.000 Exemplaren pro Woche.
Das zuletzt nach eigenen Angaben in einer Auflage von rund 100.000 Exemplaren bei 90.000 Abonnenten erschienene Blatt behauptete unter anderem immer wieder eine jüdische Weltverschwörung.
Die letzte Ausgabe von The Spotlight erschien 2001, nachdem ein langjähriger Rechtsstreit mit dem Institute for Historical Review (IHR) mit der Einleitung eines Konkursverfahrens zum Abschluss kam.
Eine Nachfolgepublikation unter dem Namen American Free Press veröffentlicht Verschwörungstheorien, zum Beispiel rund um den Anschlag vom 11. September, und antisemitische und rassistische Beiträge.